# Irene Flunser Pimentel
Irene Flunser Pimentel (Lisboa, 2 de mayo de 1950) es una historiadora portuguesa dedicada al estudio de la época contemporánea de Portugal, especialmente el  Estado Novo y la Policía Internacional y de Defensa del Estado (PIDE), esto es el régimen militar de su país desde 1933 a 1974.

## Biografía
Investigadora del Instituto de Historia Contemporánea, Irene Flunser Pimentel es licenciada en Historia por la Facultad de Letras de la Universidad de Lisboa, y máster y doctora en Historia Institucional y Política del siglo XX por la Facultad de Ciencias Sociales y Humanas de la Universidad Nueva de Lisboa.
En 2007 fue galardonada con el Premio Pessoa; en 2012 recibió el Premio Máxima de Literatura en la categoría de ensayo por A Cada Um o Seu Lugar y fue condecorada con la Legión de Honor francesa en mayo de 2015.

## Relación no exhaustiva de obras publicadas
- História das Organizações Femininas do Estado Novo (2000)[3]
- Judeus em Portugal durante a Segunda Guerra Mundial. Em fuga a Hitler e ao Holocausto (2006)
- Vítimas de Salazar. Estado Novo e Violência Política (coautora con João Madeira y Luís Farinha) (2007|idioma=p)[4]
- A PIDE/DGS. 1945-1974 (2007)
- Cardeal Cerejeira. O Príncipe da Igreja (2010)[5]
- A Cada Um o Seu Lugar. A política feminina do Estado Novo (2011)[6]
- Salazar, Portugal e o Holocausto (coautora con Cláudia Ninhos) (2012)[7]
- Espiões em Portugal Durante a II Guerra Mundial (2013)[8]
- História da Oposição à Ditadura (1926-1974) (2014)
- O caso da PIDE/DGS (2017)